# Wharton Tarn
Der Wharton Tarn ist ein See im Lake District, Cumbria, England.
Der Wharton Tarn liegt westlich von Hawkshead und südlich von Tarn Hows. Der See hat zwei unbenannte Zuflüsse an seiner Südseite und keinen erkennbaren Abfluss.